# Pelodiscus axenaria
La tartaruga guscio molle dell'Hunan (Pelodiscus axenaria Zhou, Zhang & Fang, 1991) è una specie di tartaruga della famiglia dei Trionichidi.

## Distribuzione e habitat
L'areale si estende nelle province cinesi di Guangxi e Hunan.

## Biologia
È una specie poco nota e della quale non esistono ancora studi sulla biologia in natura.

## Conservazione
Questa specie è ancora praticamente sconosciuta e spesso finisce negli allevamenti destinati al mercato culinario confusa con individui di P. sinensis, con la quale può ibridarsi.